# Sankt Marienkirchen am Hausruck
Sankt Marienkirchen am Hausruck è un comune austriaco di 859 abitanti nel distretto di Ried im Innkreis, in Alta Austria.